# Montedison

Logo

Montedison S.p.A., war ein italienischer Mischkonzern in den Bereichen Chemische Industrie/Petrochemie, Pharmazie, Energie, Papier, Versicherung, Verlagswesen, Agroindustrie, Ingenieurdienstleistungen. Sitz von Montedison war Mailand.

## Geschichte

### Entstehung
Der Konzern entstand 1966 aus der Fusion von Montecatini (gegründet 1888 als Bergbaugesellschaft) aus dem Chemiebereich und Edison (gegründet 1895 in Mailand), einem Stromversorger. Montecatini war in den ersten Jahrzehnten des 20. Jahrhunderts der größte italienische Chemiekonzern gewesen, im Laufe der 1950er Jahre aber in Schwierigkeiten geraten.

## Mehrfache Krisen
In den 1970er Jahren kam Montedison unter Eugenio Cefis in große finanzielle Schwierigkeiten. Cefis verfolgte politische Interessen (er ließ sich unter anderem vom italienischen Staat in einen verlustbringenden Expansionskurs zur Schaffung von Arbeitsplätzen in Süditalien drängen) und verwickelte den Konzern 1974 in einen politischen Skandal, als herauskam, dass er Berichte über führende Politiker vom militärischen Geheimdienst erhielt.
Die Situation besserte sich erst, als der altgediente Manager Mario Schimberni 1980 die Leitung übernahm und den Konzern bis Mitte der 80er Jahre sanierte. 1986 erzielte das Unternehmen einen Umsatz von 10 Milliarden Dollar bei Gewinnen von 260 Millionen Dollar. Als Schimberni jedoch für seine Expansionspläne neue Aktien ausgab, die den Einfluss alter Anteilseigner wie der Mediobanca schmälerten, wurde er 1987 hinausgedrängt, als auf Initiative der Mediobanca der Agrokonzern Ferfin (Ferruzzi Finanziaria), unter der Leitung von Raul Gardini, der in das Familienunternehmen Ferruzzi eingeheiratet hatte, größere Anteilspakete erwarb.
Gardini wurde auch Vorstand von Montedison, kam aber 1990 zu Fall, als er wegen der hohen Schulden aus seinem Expansionskurs in Schwierigkeiten geriet. Er musste sich aus einem Joint-Venture (Enimont) mit dem Staatskonzern Eni zurückziehen. Montedison hatte Anfang der 1990er Jahre über 11 Milliarden Dollar Schulden und litt unter einer Rezession. 1993 mussten sowohl Ferfin als auch Montedison durch Eingreifen eines italienischen Bankenkonsortiums vor dem Bankrott gerettet werden. Gleichzeitig kam es erneut zu einem politischen Skandal, als die Aktivitäten des ehemaligen Vorstands Gardini in Zusammenhang mit Enimont öffentlich untersucht wurden (Gardini beging 1993 Suizid).
Mitte der 1990er Jahre schrieb Montedison wieder schwarze Zahlen und konnte auch seine Schulden bis Ende der 1990er Jahre abbauen. 1997 hatte das Unternehmen 13,3 Milliarden Dollar Umsatz und 27.600 Beschäftigte. Der Schwerpunkt des Konzerns lag 1999 im Agrarbereich (einem über 50-%-Anteil an Eridania Béghin-Say, insbesondere Zucker) sowie bei der Energietochter Edison (61 % Anteil), in der Chemie (Ausimont), Pharmazie (Antibiotica) und der Ingenieurfirma Tecnimont.

### Ende des Konzerns
Im Juli 2002 wurde der Konzern von Italenergia übernommen, einem Gemeinschaftsunternehmen von Electricité de France (EdF) und Fiat. Zuvor besaß Italenergia schon 52 %. Der Konzern war zu diesem Zeitpunkt hoch verschuldet (6,8 Milliarden Euro). Montedison wurde nach der Übernahme zerschlagen und nur der Strom- und Gassektor (ab 2002 Edison Energia) blieb erhalten, der zum Zeitpunkt der Übernahme die Nummer 2 in Italien war (mit einem Anteil von 10 % an der Stromversorgung) hinter dem ehemaligen Staatsmonopolisten Enel. Er wurde mit Italenergia zur neuen Edison-Gesellschaft (Edison S.p.A.) verschmolzen.

## Umweltschädigung
Zwischen 1998 und 2001 standen die Verantwortlichen der Montedison, Enichem und Enimont in Venedig vor Gericht. Anklagepunkte der Staatsanwaltschaft waren der Krebstod von 157 Arbeitern der Firma sowie Krebserkrankungen bei weiteren 103 Arbeitern. Zudem Kontaminierung der Lagune von Venedig sowie von dort zuführenden Fließgewässern  mit Dioxin im Zeitraum 1965 bis 1985. Das Verfahren endete mit Freisprüchen für sämtliche Verantwortliche, was eine politische Protestwelle auslöste.
Weitere Freisprüche gab es in dritter und letzter Instanz 2018 für weitere ehemalige Manager der Montedison für die unkontrollierte Entsorgung von Sondermüll am Chemiestandort Bussi Officine in der Provinz Pescara, durch die über Jahrzehnte das Trinkwasser von 700.000 Menschen unter anderem mit krebserregenden Stoffen belastet wurde.